# ديف روان
ديف روان (بالإنجليزية: Dave Rowan)‏ هو لاعب كرة قاعدة أمريكي، ولد في 6 ديسمبر 1882 في Elora, Ontario ‏ في كندا، وتوفي في 30 يوليو 1955 في تورونتو في كندا.

## وصلات خارجية
- ديف روان على موقعبيزبول رفرنس.كوم (الدوري الرئيسي) (الإنجليزية)
- ديف روان على موقعبيزبول رفرنس.كوم (الدوري الثانوي) (الإنجليزية)